# Compagnie du Nord - Belge
La Compagnie du Nord - Belge était la branche administrative belge de la grande compagnie ferroviaire française Compagnie des chemins de Fer du Nord, qui à partir de 1855 a exploité différents chemins de fer belges en Wallonie.
Elle est nationalisée durant la Seconde Guerre mondiale, un an avant l'expiration de sa concession d'exploitation.

## Histoire
Les premières concessions ferroviaires des lignes qui constitueront le futur réseau Nord-Belge furent d’abord adjugées à d’autres sociétés :  
- La concession, comprenant aussi la ligne Mons - Manage - Bascoup (actuelles lignes 118 et 183), adjugée le 20 juin 1845 à la Société des chemins de fer de Namur à Liège et de Mons à Manage avec leurs extensions[1].
- Une concession accordée le 28 mai 1845 à la Compagnie du chemin de fer de Charleroi à la frontière de France pour un chemin de fer de Charleroi à la frontière française (Erquelinnes), le long de la Sambre[2].
- L'obligation, pour la Société du Namur-Liège et Mons-Manage de réaliser un chemin de fer de Namur à Dinant et Givet (ligne 154) au cas où un chemin de fer menant à Givet était concédé en France[3].

### Le rachat par le Nord
Les compagnies exploitant ces concessions éprouvèrent souvent des difficultés financières.
À partir du 1er janvier 1854, la compagnie, française, des Chemins de fer du Nord exploite la ligne de Charleroi à Erquelinnes après avoir signé un accord définitif de location, pour la durée de la concession, le 3 novembre 1854 avec la Compagnie du chemin de fer de Charleroi à la frontière de France.
La Compagnie des chemins de fer de Namur à Liège et de Mons à Manage trouva une solution en remettant à bail leur exploitation aux Chemins de fer du Nord le 28 juin 1854. Toutefois, l’État belge, soucieux de ne pas voir la ligne Mons - Manage et l'embranchement de Bascoup, tomber dans les mains du Nord français obtint la nationalisation de cette partie de la concession le 1er août 1858. En échange, l’État belge participe à la hauteur de 672 330 francs à la rente annuelle versée aux actionnaires de la compagnie concessionnaire ; l'autre part étant payée par les Chemins de fer du Nord.
Les actionnaires de la Société française ont été la famille "Rothschild". À cette époque, la révolution industrielle était en cours dans le nord de la France et la Wallonie et il y avait un grand besoin de bonnes liaisons ferroviaires des deux côtés de la frontière. En utilisant les chemins de fer belges, les zones industrielles de Mons, Charleroi et Liège étaient facilement accessibles.
Ces derniers obtiennent le 16 août 1854 créent en 1856 la Compagnie des chemins de fer de Mons à Hautmont et de Saint-Ghislain. Elle comprend la ligne Mons - Frameries - Quévy - Haumont (actuelle section de la ligne 96) et la ligne de Frameries à Saint-Ghislain (future ligne 102). En 1878, la ligne 102 est rétrocédée à l'Etat belge[réf. souhaitée].
Nantis du droit de passage sur la ligne Charleroi - Namur des Chemins de fer de l'État belge — étape indispensable pour connecter entre-elles les deux concessions et en faire un axe international de Paris à Liège, raccourcissant le trajet vers Cologne et Berlin — ils obtinrent un délai pour réaliser la ligne de Namur à Givet, prévue par la concession de 1845. La construction de cette ligne prend fin en 1863.

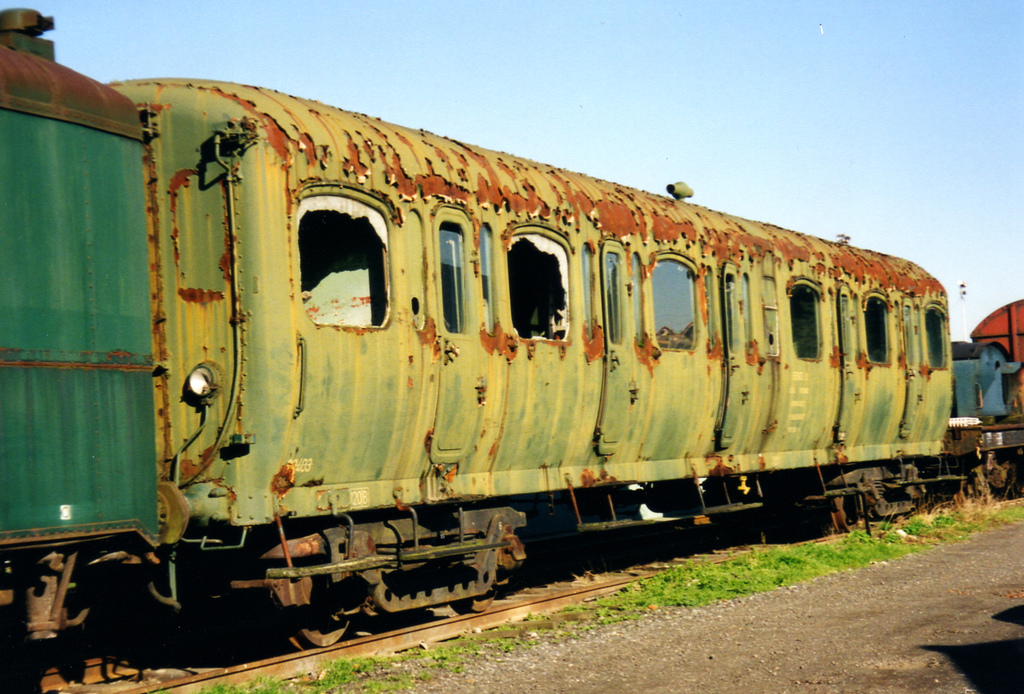
Ancienne voiture du Nord-Belge

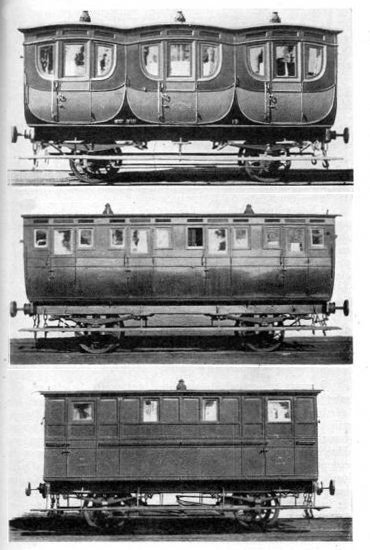
Matériel Nord Belge des 3 classes en 1860.

La compagnie opérait les lignes suivantes :
- Hautmont (Aulnoye) - Mons : Ligne 96
- Jeumont - Charleroi : Ligne 130A
- Givet - Dinant - Namur : Ligne 154
- Namur - Liège : Ligne 125 (à Liège, la gare terminus était Longdoz)

La société avait également le droit de faire circuler des trains, moyennant un péage, sur la ligne Charleroi - Namur (Ligne 130). Cela permettait à l'entreprise de joindre Liège et Jeumont et de faire rouler des trains Paris - Cologne qui continuaient sur le réseau de l’État belge entre Liège et la frontière allemande.
Elle se rapprocha de la Compagnie de Chimay, ce qui lui permit de faire transiter ses trains entre Anor et la vallée de la Meuse.
De plus, la société a des intérêts dans le tramway et le transport régional. Elle était locataire sur le réseau des chemins de fer vicinaux près d’Andenne et avait des intérêts dans le tramway de Namur. Les intérêts ont été regroupés dans la filiale "Mosane".
La compagnie avait un style distinctif de ses propres stations et matériel. Les locomotives ont été identifiées par les mots « Nord - Belge », et les chiffres étaient en laiton ou étaient peints en blanc.

### Reprise par la SNCB
Selon les termes du contrat originel, les concessions devaient échoir à l’État belge au terme d'un délai de plus de 90 ans prévu pour expirer en 1941. La création de la Société nationale des chemins de fer français, qui reprit en 1938 tout le réseau français de la Compagnie du Nord, ne changea pas cet état de fait. À l'entrée en guerre de la Belgique le 10 mai 1940, le gouvernement belge appliqua des dispositions pour reprendre le du Nord-Belge afin de mettre le réseau en ordre de bataille. Pendant l'occupation, les locomotives Nord-Belge seront renumérotées selon la classification de la SNCB. Au lendemain de la libération débutèrent de longues négociations avec les administrateurs et financiers du Nord-Belge afin de négocier les termes du rachat des matériels, immeubles et installations de la compagnie. Elles prendront fin vers 1948.[réf. nécessaire]

## Matériel roulant

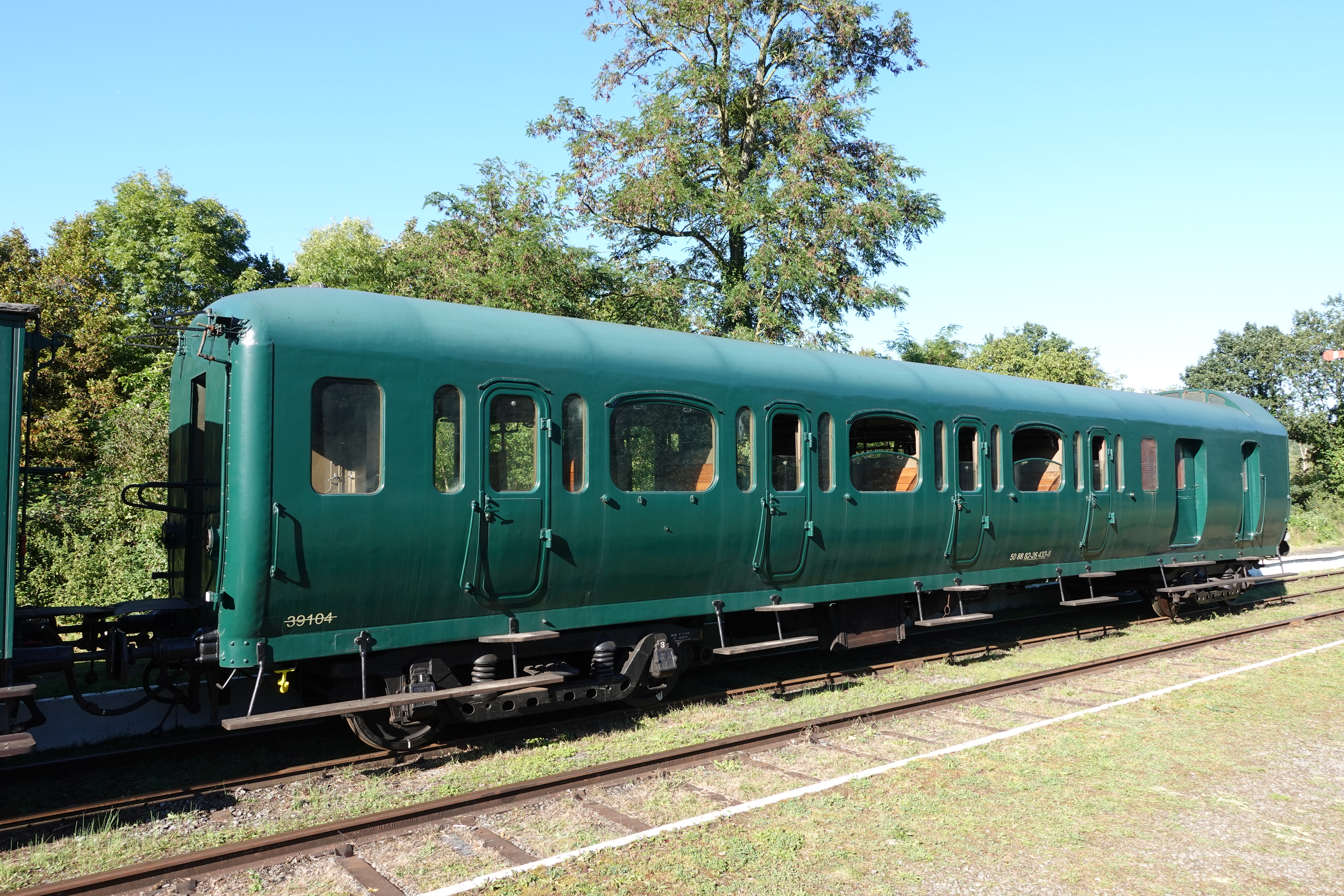
Voiture N (Nord-Belge) de troisième classe avec compartiment à bagages du CFV3V.

Sauf exception, les locomotives, voitures et wagons de la Compagnie du Nord - Belge étaient identiques aux modèles employés en France par les Chemins de fer du Nord. Ce matériel était cependant construit en Belgique, par des constructeurs privés ou aux ateliers de Saint-Martin, près de la gare de Marchienne-Zone. Une petite partie du matériel, notamment des locomotives de disposition 220 et 220T, a été transférée en Belgique après plusieurs années de service en France.
Après la reprise du Nord-Belge par la SNCB, le matériel moteur et le matériel remorqué fut ré-immatriculé et continua sa carrière, y compris sur d'autres lignes en dehors du réseau Nord - Belge.

### Préservation
Trois voitures type N sont préservées par le Chemin de fer à vapeur des trois vallées et une voiture de ce type est préservée à Kalterherberg.
Une 040T Wurtembergeoise cédée au Nord - Belge après la Première Guerre mondiale a été revendue à un musée allemand.
La MF72, une ancienne 040 T « Petit-château » du Nord - Belge, construite en 1859 et revendue au charbonnage de Monceau Fontaine en 1934 est préservée par le Chemin de fer à vapeur Termonde - Puurs.

## Gares et bâtiments
Un grand nombre de gares construites par le Nord - Belge a survécu. Celle d'Andenne a été détruite lors de la Première Guerre mondiale
Les Chemins de fer du Nord remplacèrent tous les bâtiments de gare hérités des anciennes compagnies reprises entre les années 1850 et les années 1890. Les gares intermédiaires construites sur le réseau Nord - Belge, ainsi que les gares frontalières de Quévy et Erquelinnes sont une copie parfaite de celles construites en France par la Compagnie des Chemins de fer du Nord ; certaines gares plus grandes comme Dinant (démolie) et Heer-Agimont s'écartent légèrement de ces modèles.
Les grandes gares de Huy et de Liège-Longdoz (toutes deux démolies) sont des bâtiments uniques, inspirés du style de la compagnie ou de bâtiments existants (celui de Huy ressemble, en plus petit, à celui de Roubaix) ; celles de Frameries (démolie) et de Flémalle-Haute (menacée par une défiguration) s’inspirent quant à elles de modèles qui existent en France, mais y sont assez rares.
À proximité des ateliers de Saint-Martin se trouvait une cité pour le personnel du chemin de fer et des ateliers, actuelle Cité du N. Les maisons reprennent le style architectural des gares du Nord - Belge et un bâtiment rue du N reprend trait pour trait le plan des petites gares Nord - Belge.

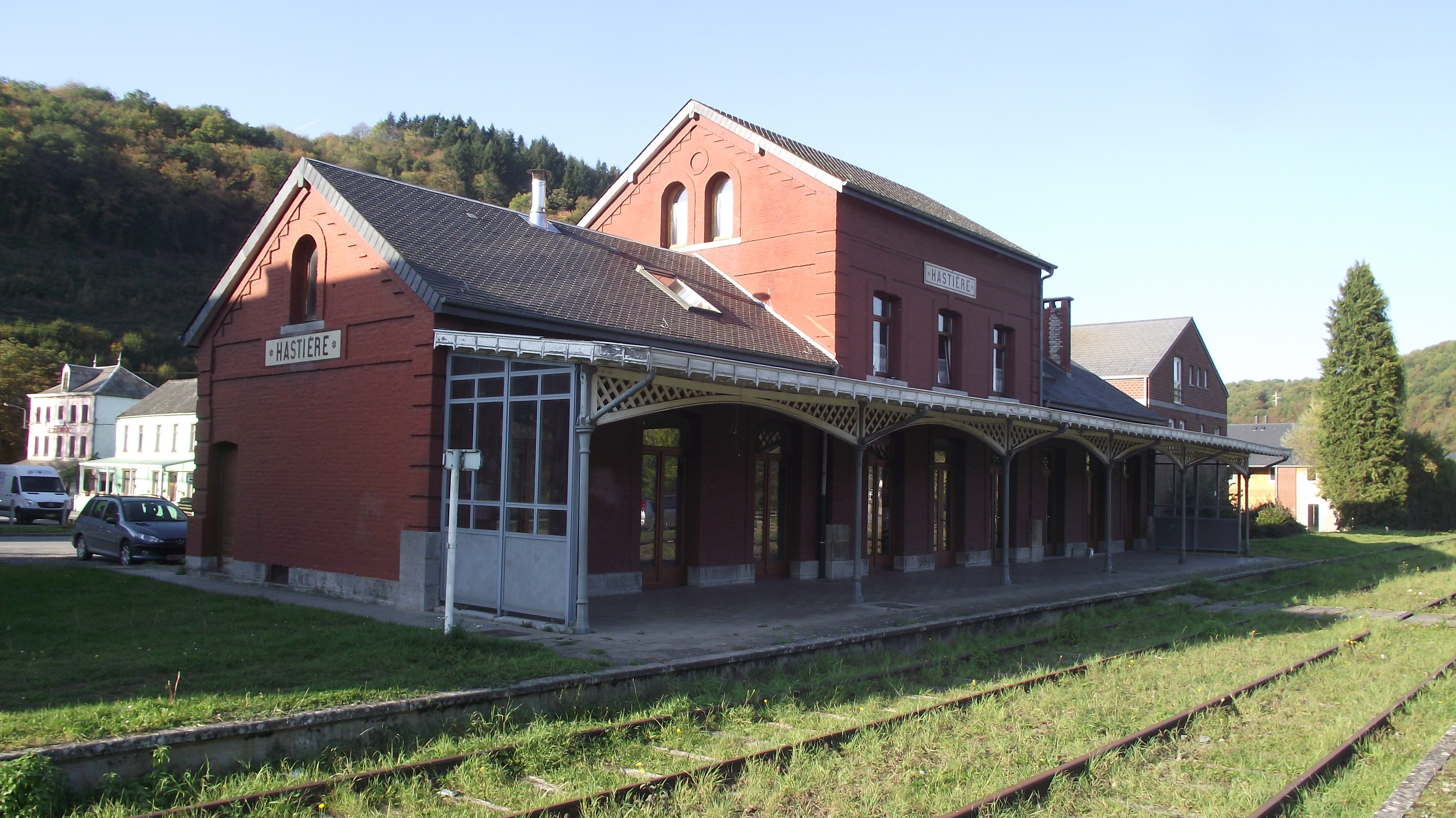
Gare de Hastière.
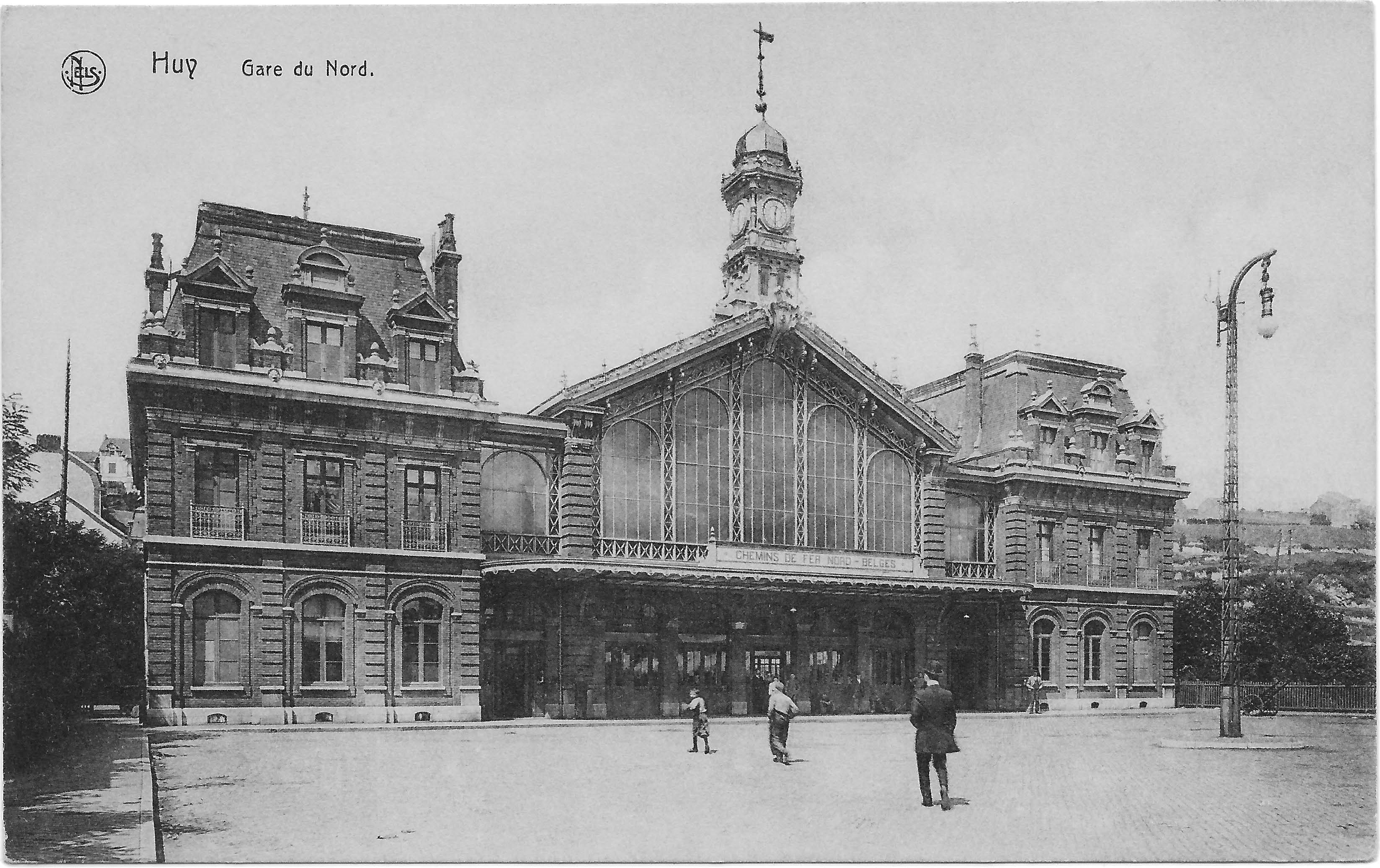
Ancienne gare de Huy.
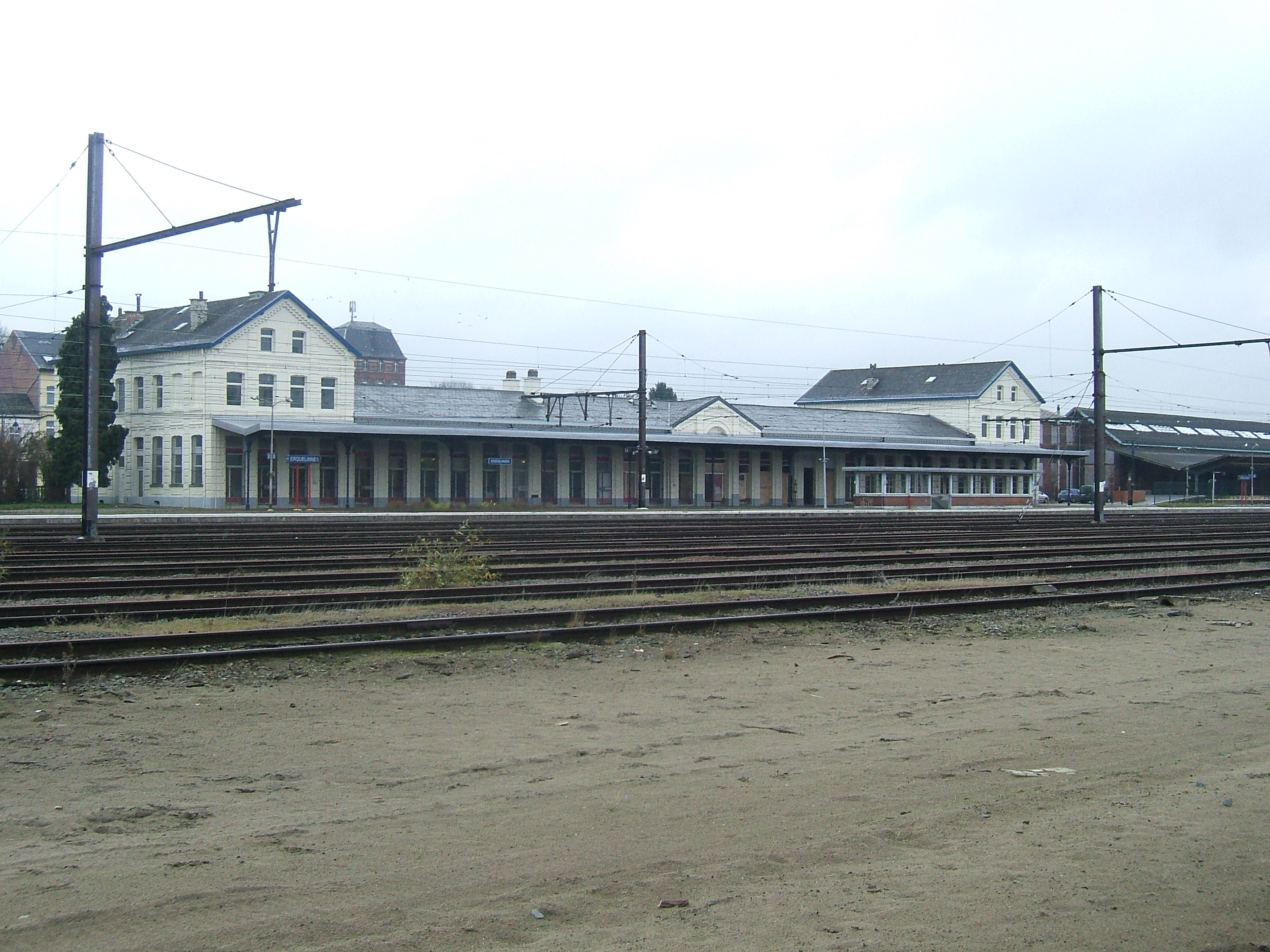
Gare d'Erquelinnes.
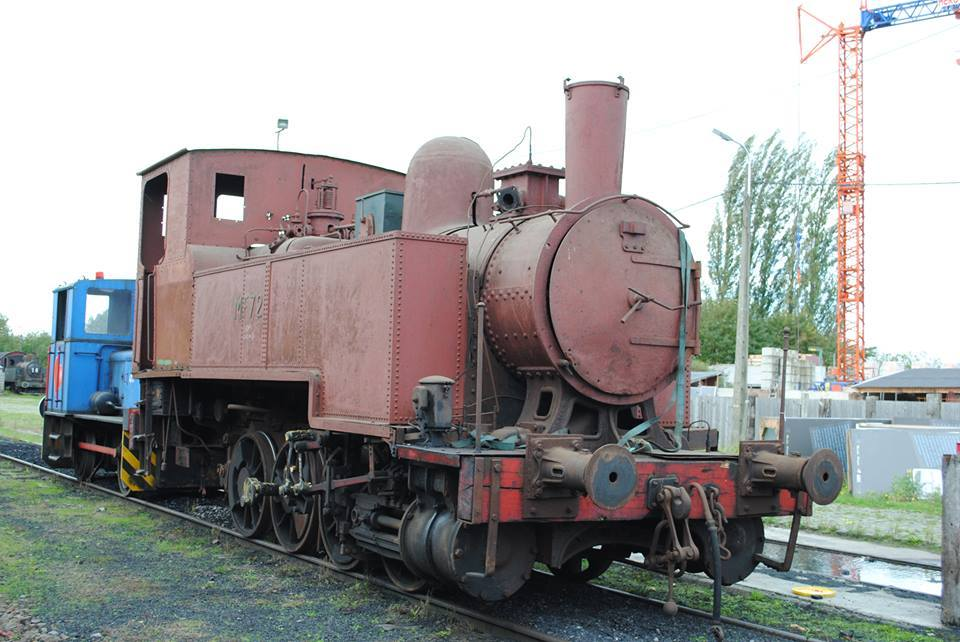
La MF72, construite pour le Nord-Belge en 1859.